# Xhafer Ypi
Xhafer Ypi bég (albánul: Xhafer Bej Ypi, nevének ejtése d͡ʒafɛɾ ypi; Starje, 1880 – 1940. december) albán politikus, 1921–1922-ben Albánia miniszterelnöke.

## Élete
Bektási földbirtokos családban született, egyetemi tanulmányait Konstantinápolyban folytatta. 1920 és 1921 között több kormány tagjaként a külügy-, igazságügy- és oktatásügyi miniszteri posztokat töltötte be. 1921. december 24-én a Néppárt elnökeként kormányt alakított, amelyben Fan Noli a külügy-, Amet Zogu pedig a belügyminiszteri posztot töltötte be. Miután Noli elhagyta a kabinetet, a külügyekkel is Ypi foglalkozott. Kormánya 1922. november 26-áig maradt hivatalban, de Ypi már ugyanaznap az államfői teendőket ellátó Legfelsőbb Tanács tagja lett (Sotir Peci, Refik Toptani és Gjon Çoba mellett). 1924 júniusában, amikor a Fan Noli vezette kormányellenes felkelők elfoglalták Tiranát, Ypi elhagyta Albániát, bár formálisan továbbra is a Legfelsőbb Tanács tagja maradt.
I. Zogu uralkodása alatt, Koço Kota első kormányában (1928–1930) oktatásügyi miniszter volt, majd a királyi bíróság tisztviselőjévé nevezték ki. Az olasz megszállás kezdetén szembefordult az albán királlyal, és az olaszokat mint az albánokat „a vérengző Zogu rabszolgaigájából” felszabadító hadsereget üdvözölte. 1939. április 9–12. között az olasz hatalomátvételt biztosító Ideiglenes Közigazgatási Bizottság elnökeként működött. Ezt követően Shefqet Vërlaci második kormányában az igazságügy-miniszteri tárcát vezette egészen haláláig. 1940 decemberében egy bombatalálat oltotta ki az életét.